# Lastovska buna
Lastovska buna je ime za događaje između 1602. i 1606. godine kada je elita otoka Lastova pokušala promijeniti vlast Dubrovačke Republike onom Mletačke. Centralizacija i snižavanje povlastica autonomne općine pod Dubrovnikom preraslo je u nezadovoljstvo, pobunu, i konačno, u poziv imućnijih Lastovaca Mlečanima koji su preuzeli vlast na otoku 1603. godine. Diplomatskom akcijom Dubrovčana na madridskom i bečkom dvoru, kod pape, u Istanbulu i Veneciji, Mlečani su se povukli s otoka 1606. godine.

## Vanjske poveznice
- Nenad Vekarić, Lastovski pobunjenici 1602. godine // Anali Zavoda za povijesne znanosti Hrvatske akademije znanosti i umjetnosti u Dubrovniku, br. 43, 2005., str.  43-73., (Hrčak)